# Liste des ducs de Gästrikland
Depuis le XXe siècle, une princesse a été créée duchesse de Gästrikland (en suédois : Hertiginna  av Gästrikland) par le roi Charles XVI Gustave de Suède. Nominal depuis 1772.

## Liste des ducs et duchesses de Gästrikland

### Maison Bernadotte
Sous la maison Bernadotte, une princesse porte ce titre :
1. la princesse Madeleine (1982), depuis sa naissance (titré aussi duchesse de Hälsingland par Charles XVI Gustave).

## Armoiries

Armoiries de la princesse Madeleine de Suède depuis 1982.